# 19953 Takeo
19953 Takeo è un asteroide della fascia principale. Scoperto nel 1982, presenta un'orbita caratterizzata da un semiasse maggiore pari a 2,6316086 UA e da un'eccentricità di 0,1422101, inclinata di 14,31434° rispetto all'eclittica.